# موکایلا گوگا
موکایلا گوگا (انگلیسی: Moukaila Goga؛ زادهٔ ۴ مهٔ ۱۹۸۷) بازیکن فوتبال اهل توگو است.
از باشگاه‌هایی که در آن بازی کرده‌است می‌توان به اشاره کرد.
او همچنین در تیم ملی فوتبال توگو بازی کرده‌است.